# Lachenalia obscura
Lachenalia obscura är en sparrisväxtart som beskrevs av Rudolf Schlechter och G.D.Duncan. Lachenalia obscura ingår i släktet Lachenalia och familjen sparrisväxter. Inga underarter finns listade i Catalogue of Life.